# Rudolf Kjellén
Johan Rudolf Kjellén (13. června 1864, Torsö – 14. listopadu 1922, Uppsala) byl švédský politolog a politik, který poprvé použil pojem „geopolitika“. Jeho tvorba byla ovlivněna především Friedrichem Ratzelem. Společně s Alexandrem Humboldtem, Karlem Ritterem a Friedrichem Ratzelem, položil základy německé geopolitiky, která byla později obhajována především německým geopolitikem Karlem Haushoferem.
Kjellén v roce 1880 absolvoval gymnázium ve městě Skara a téhož roku začal studovat na Uppsalské univerzitě. Své doktorské studium Ph.D. dokončil v roce 1891 a v letech 1890 až 1893 byl na této univerzitě docentem. Od roku 1891 rovněž studoval na Gothenburské univerzitě, kde od roku 1901 přednášel politické vědy a statistiku.
Jako konzervativní politik byl v letech 1905 až 1908 členem druhé komory švédského parlamentu a v letech 1911 až 1917 člen první komory.

## Kjellénovy myšlenky
Kjellén byl studentem Friedricha Ratzela, a tak dále rozvíjel proces teorie organického státu, v němž poprvé použil termínu geopolitika.
Základy jeho myšlenek byly představeny v roce 1900 ve knize Úvod do švédské geografie, která byla založena na jeho přednáškách na Gothenburské univerzitě. Kjellénova kniha Stát jako živá forma (The State as a Living Form) z roku 1916 je považována za jeho nejvýznamnější dílo v oblasti geopolitiky. Nastiňuje pět klíčových konceptů, které v budoucnu ovlivnily německou geopolitiku:
1. Reich – byl teritoriální koncept jež tvořil Raum (Lebensraum) a strategický vojenský pohled;
2. Volk – byla rasová koncepce státu;
3. Haushalt – byla výzva po autarkii (soběstačnosti) založené na souši, formulovaná v reakci na nestálost mezinárodních trhů;
4. Gesellschaft – byl sociální aspekt národních organizací a kulturních výzev; Kjellén antropomorfizoval vnitrostátní vztahy daleko více než Ratzel; a
5. Regierung – byl druh vlády jejíž byrokracie a armáda přispěje k umírnění a koordinaci obyvatelstva.

Kjellén zpochybnil čistě právní charakterizaci jednotlivých států a argumentoval tím, že stát a společnost nejsou protiklady, ale spíše syntéza dvou prvků. Stát však nese zodpovědnost za právo a pořádek, ale také za sociální blahobyt a pokrok a ekonomický blahobyt a pokrok.
Autarkie (soběstačnost), byla podle Kjelléna řešením politických problému, nikoliv primárně problému ekonomických. Závislost na dovozu by znamenala, že daný stát nebude nikdy nezávislý. Stát tedy musí pokrývat svou vlastní spotřebu sám. Pro Německu tak byla klíčová území střední a jihovýchodní Evropy, společně s Blízkým východem a Afrikou.
Tři charakteristiky státu byly podle Kjelléna Topopolitik, Physiopolitik a Morphopolitik. První dva z nich odpovídali konceptům Lage a Raum, které představovaly pozici a teritorium, zatímco Morphopolitik je spojena s tvarem a formou státu.

## Kjellénův vliv
Generál Karl Haushofer, který přejal mnoho Kjellénových myšlenek, se nezajímal o ekonomickou politiku, avšak i tak obhajoval ekonomickou soběstačnost; národ, který neustále bojuje potřebuje soběstačnost.
Adolf Hitler přejal politiku v souladu s Kjellénovými pěti klíčovými koncepty, ač již byly Kjellénovy spisy určeny Hitlerovi, či nikoliv. Nacistické strany promítly Kjellénovy koncepty integrace státu do každého aspektu života, zejména pak do oblastí týkajících se sociálního a ekonomického blahobytu. Nacisté se rovněž zaměřili na stejná území, která Kjellén zdůraznil – zajistili si ekonomickou dominanci v zemích bývalého Rakouska-Uherska a na Balkáně, a monopolizovali svou výrobu tak, že si mohli diktovat výrobu v daných zemích a zároveň vyváželi německé průmyslové zboží na jejich trhy.
Kjellén rovněž vytvořil termín „národní socialismus“, avšak tento termín z roku 1910 neměl nic společného s národním socialismem nacistického Německa, ale s poválečným obdobím ve Švédsku.

## Dílo
- Kjellén, Rudolf, Die Grossmaechte der Gegenwart. Leipzig, Berlin, 1914.
- Kjellén, Rudolf, Die politische Probleme des Weltkrieges. Leipzig, 1916.
- Kjellén, Rudolf, Der Staat als Lebensform. Leipzig, 1917.
- Kjellén, Rudolf, Die Grossmaechte vor und nach dem Weltkriege. Leipzig, Berlin, 1930.